# Gyakori kristálycsiga
A gyakori kristálycsiga (Aegopinella minor) Európában elterjedt szárazföldi csigafaj.

## Megjelenése
A csiga háza 3,1-3,5 mm magas és 6-9 (többnyire 7-8,5) mm széles. A ház lapos, élén mintha gerinc futna végig, de valójában lekerekített. 3,5-4,5 nem túl domború kanyarulatból áll; az utolsó kanyarulat szélessége kb. kétszerese az utolsó előttinek. A szájadék nem túl megnyúlt, de némileg szélesebb, mint amilyen magas. Köldöke kezdetben közepesen szűk, de az utolsó kanyarulatnál kitágul és a ház átmérőjének negyedét teszi ki. Színe halvány sárgásbarna, alul fehér.

### Hasonló fajok
A mosoni kristálycsiga háza nagyobb, utolsó kanyarulat jobban kitágul, színe intenzívebb. Közeli rokonaitól csak ivarszerveinek mikroszkópos vizsgálatával lehet elkülöníteni.

## Elterjedése és életmódja
A gyakori kristálycsiga Európában honos, Katalóniától (ahol egy izolált populációja él) Dél-Franciaországon és Észak-Olaszországon keresztül Közép- és Kelet-Európáig (egészen a Kaukázusig), valamint a Balkánig. A Kárpát-medencétől Dél-Lengyelországig és Beloruszig gyakori faj, de Németországban és Ausztriában veszélyeztetett. Észak-Európából és a magashegyekből (Alpok, Kárpátok) hiányzik; Svájcban 2400, Bulgáriában 1200 méterig találták meg.  
A meleg és száraz élőhelyeket kedveli; réteken, legelőkön, domboldalakon, köves-füves folyópartokon, mészkő- és dolomitsziklagyepeken él. Erdőkben ritka.

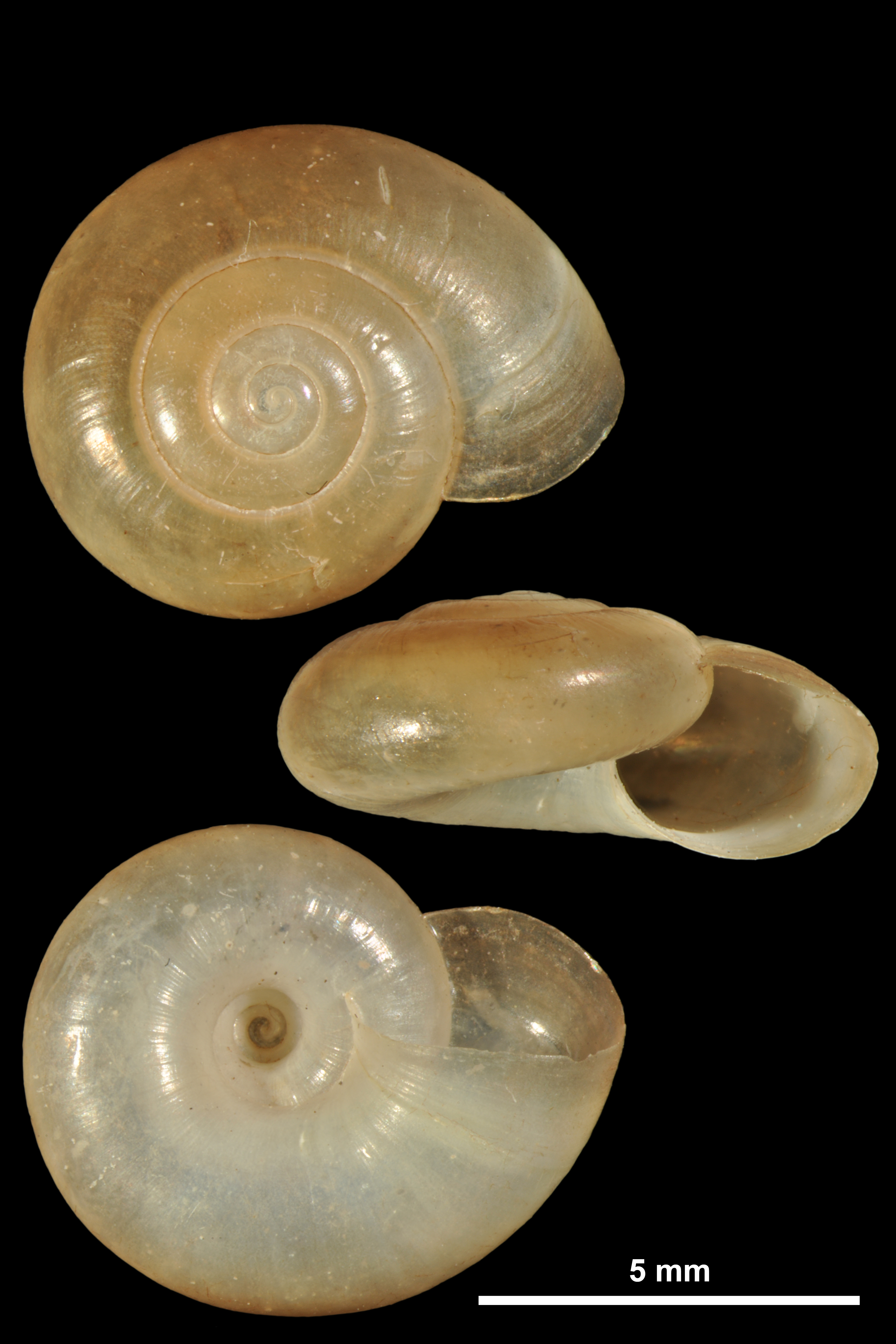
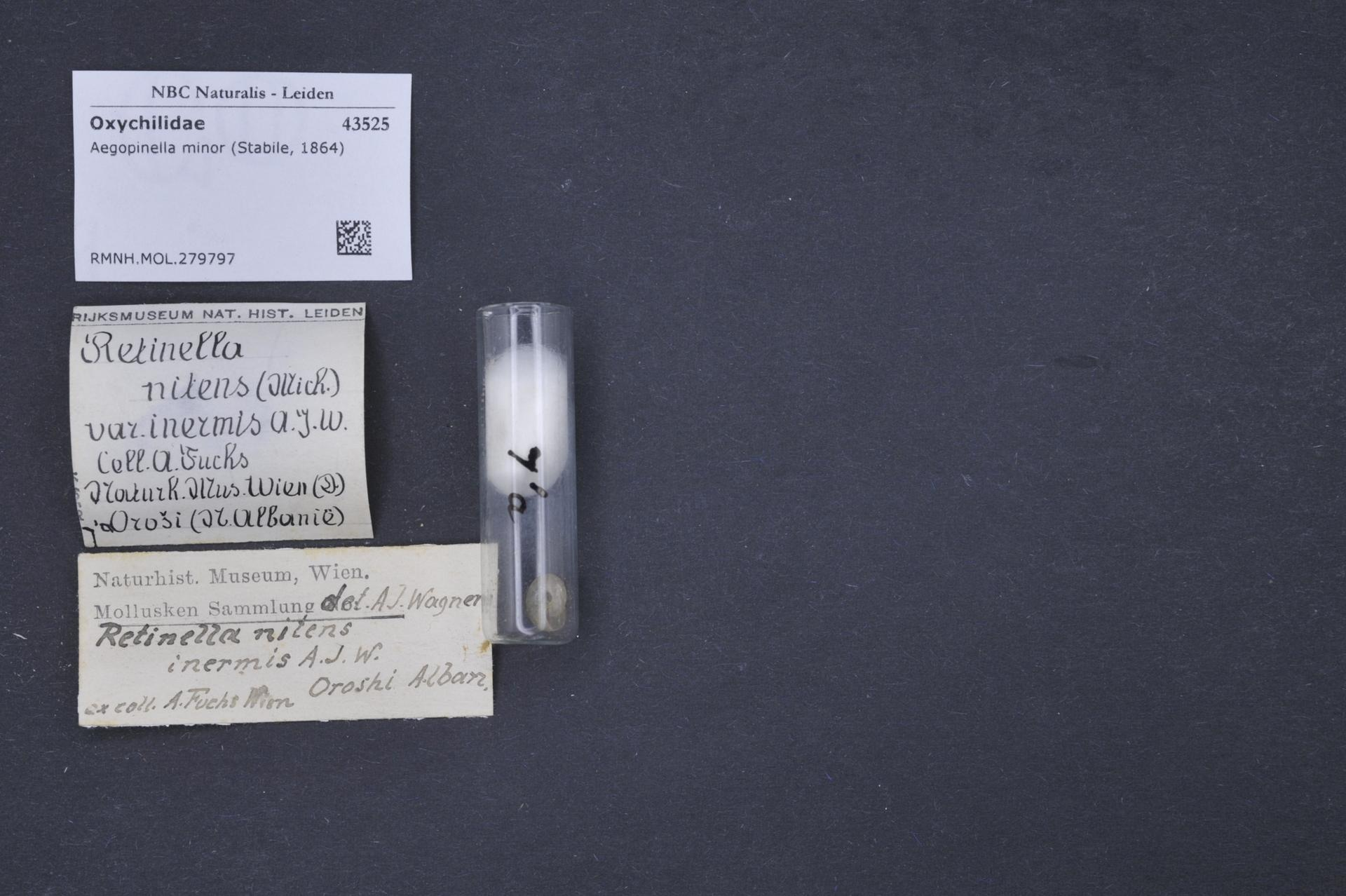

Magyarországon nem védett.